# Coșmar pe strada Ulmilor: Răzbunarea lui Freddy
Coșmar pe strada Ulmilor: Răzbunarea lui Freddy (titlu original: A Nightmare on Elm Street 2: Freddy's Revenge) este un film slasher din 1985 regizat de Jack Sholder, al doilea din seria Coșmar pe Strada Ulmilor / Coșmarul de pe Elm Street.

## Distribuție
- Kim Myers: Lisa Webber
- Robert Englund: Freddy Krueger
- Robert Rusler: Ron Grady
- Clu Gulager: Ken Walsh
- Hope Lange: Sheryl "Sher" Walsh
- Marshall Bell: Coach Schneider
- Melinda O. Fee: Madre di Lisa
- Tom McFadden: Padre di Lisa
- Sydney Walsh: Kerry
- Christie Clark: Angela "Angie" Walsh